# Jo Bauer
Joachim „Jo“ Bauer (* 21. Juli 1961 in Friedrichsthal, Deutschland) ist ein deutscher Motorsportfunktionär und der Technische Delegierte der FIA bei Formel-1-Rennen.

## Karriere
Bauer ist ein Automobil-Ingenieur, der von 1982 bis 1992 an der RWTH Aachen studierte. Nach seinem Bachelor erwarb er seinen Master während seiner Tätigkeit bei der FEV Motorentechnik GmbH mit Sitz ebenfalls in Aachen. 1992 verließ er die Firma um bei der deutschen ONS die Leitung der technischen Abteilung zu übernehmen. 1995 wurde er zum technischen Delegierten der DTM-Nachfolgeserie der International Touring Car Championship berufen. 1997 übernahm er dieselbe Position in der Formel 1 von Charlie Whiting, der als bisheriger technischer Delegierter die Position des Renndirektors der F1 übernahm, die er bis 2019 ausübte.
In seiner Funktion ist Bauer für die technische Abnahme der Fahrzeuge verantwortlich. Seine Tätigkeit besteht im Wesentlichen darin – zusammen mit Assistenten der FIA sowie Helfern der vor Ort stattfindenden Rennen – sicherzustellen, dass sich sämtliche Fahrzeuge innerhalb der von der FIA aufgestellten Regeln befinden.